# Ruta Estatal de California 480
La Ruta estatal de California 480 (SR 480) fue una carretera estatal ubicada en San Francisco, California, Estados Unidos, que consistía en la autopista elevada de dos pisos Embarcadero (también conocida como Embarcadero Skyway), el acceso parcialmente elevado de Doyle Drive al puente Golden Gate y la sección propuesta y no construida en el medio. La sección no construida desde Doyle Drive hasta Van Ness Avenue se habría llamado Golden Gate Freeway y la Embarcadero Freeway como se planeó originalmente se habría extendido desde Van Ness a lo largo del lado norte de Bay Street y luego a lo largo de Embarcadero hasta el puente de la bahía de San Francisco-Oakland.
La autopista Embarcadero, que solo se había construido desde Broadway a lo largo del Embarcadero hasta el Puente de la Bahía, fue demolida después del terremoto de Loma Prieta de 1989, y Doyle Drive era entonces parte de la Ruta 101 de EE. UU. , hasta que fue reemplazada en 2015 por Presidio Parkway. La SR 480 fue la Interestatal 480 (I-480), una ruta auxiliar del Sistema de Carreteras Interestatales, de 1955 a 1965. La ruta completa fue demolida en 1991, aproximadamente dos años después del terremoto.

## Historia

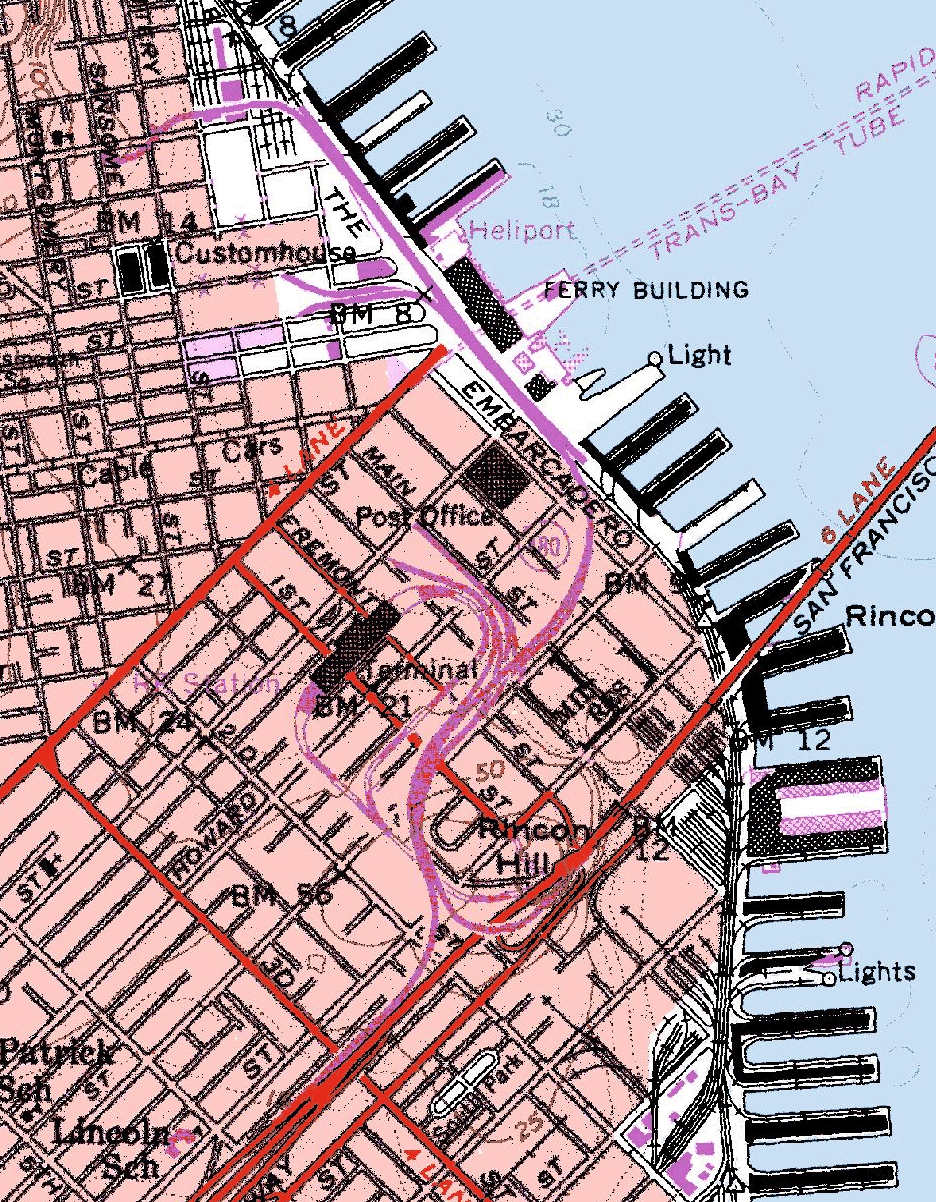
Mapa de la autopista Embarcadero (marcado en morado).

La Ruta Legislativa 224 (LR 224) se definió en 1947 para conectar la Ruta Legislativa 101 de los EE. UU. (US 101, Ruta Legislativa 2 anterior a 1964) en la intersección de Lombard Street y Van Ness Avenue con la Ruta Legislativa 40 y la Ruta Legislativa 50 anterior a 1964 (RUTA Legislativa 68 anterior a 1964) en el extremo oeste del Puente de la Bahía de San Francisco-Oakland (cerca de la Terminal Transbay). Su trazado era aproximadamente a lo largo de Lombard Street y el Embarcadero.

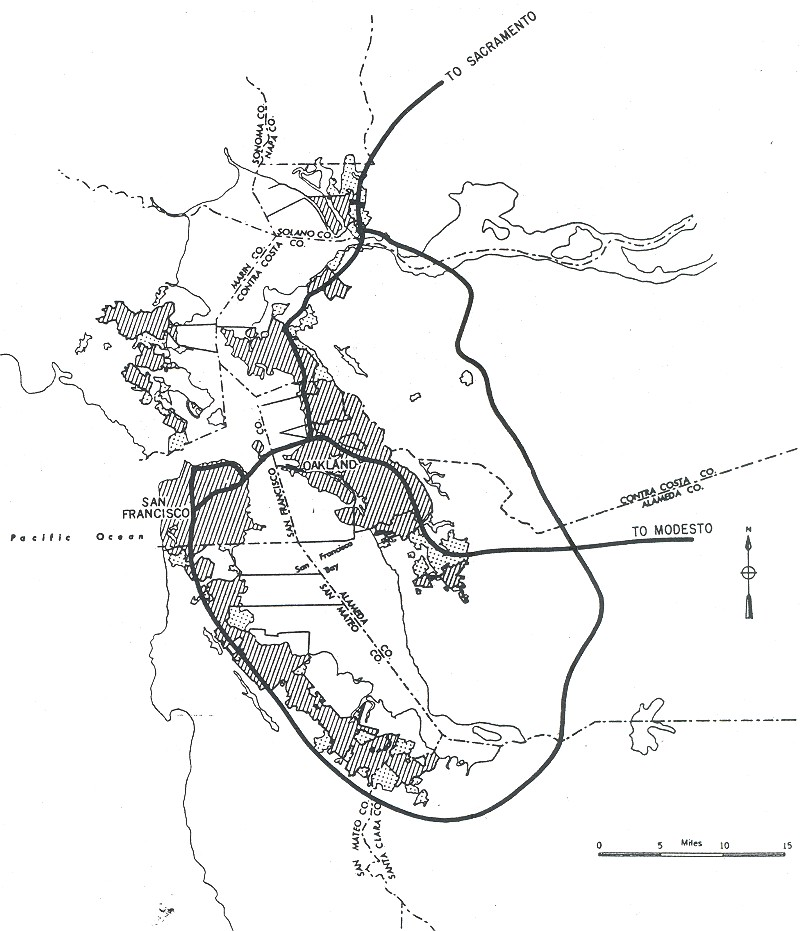
Mapa de 1955 de las autopistas interestatales planificadas en el área de la Bahía de San Francisco. La I-480 habría corrido a lo largo del lado norte de la ciudad, mientras que la I-280 habría corrido hacia el sur a lo largo de la península. La I-80 habría pasado por el extremo este de la I-480 para terminar en la I-280.

La LR 224, así como la Ruta 2 (US 101) desde la Ruta 224 al oeste hasta el cruce con la SR 1 cerca del Puente Golden Gate, se agregó al Sistema de Autopistas Interestatales el 15 de septiembre de 1955. Esto incluía la Doyle Drive de 1936, una de las primeras autopistas construidas para acceder al Puente Golden Gate.Después de algunas discusiones, el número I-480 se asignó el 10 de noviembre de 1958. (La I-280, como se planeó originalmente, corría hacia el sur desde el extremo oeste de la I-480 a lo largo de la SR 1, a través del Túnel MacArthur y el Parque Golden Gate, para unirse a su alineación actual en Daly City).
El plan original de 1955 era extender la Autopista Central como una estructura de dos niveles entre Van Ness Avenue y Polk Street hacia el norte hasta Clay Street, luego como una autopista deprimida de un solo nivel hacia el norte hasta Broadway, donde habría hecho un túnel bajo Russian Hill para conectarse con la I-480.
La primera sección de la autopista Embarcadero, desde el acceso al Puente de la Bahía (I-80) cerca de First Street hacia el norte hasta Broadway, se inauguró el 5 de febrero de 1959. Las rampas de Clay Street y Washington Street se inauguraron en 1965.
La revuelta de las autopistas provocó que la Junta de Supervisores de San Francisco aprobara la Resolución 45-59 en enero de 1959, oponiéndose a ciertas autopistas, incluido el resto de la I-480. La revuelta de las autopistas continuó después de que se propusiera un nuevo plan de autopistas en 1964, con una gran protesta el 17 de mayo de 1964: 200.000 personas se manifestaron en el Golden Gate Park contra la construcción de más autopistas. El poeta Kenneth Rexroth habló en la manifestación (entre otros), y la cantante de folk Malvina Reynolds cantó (era más famosa por su canción  "Little Boxes", que atacaba la expansión urbana, que cantó en la manifestación contra las autopistas).
La sección propuesta, tal como se replanificó en 1964, no se habría extendido desde la salida de Lombard Street de Doyle Drive a lo largo de Lombard Street como se planeó originalmente en 1955, sino desde la salida de Marina Boulevard de Doyle Drive, a través de Marina Green y luego a lo largo del lado norte de Fort Mason, luego a lo largo del lado norte de Bay Street hasta Embarcadero y hacia el sur a lo largo de Embarcadero para conectarse con la autopista Embarcadero. La sección entre el puente Golden Gate (incluyendo un Doyle Drive mejorado) y Van Ness Ave. se habría llamado Golden Gate Freeway; el resto de la autopista al este de Van Ness Avenue habría sido la extensión original de la longitud completa de la autopista Embarcadero, originalmente planificada para extenderse desde Van Ness Avenue hasta el puente de la bahía de San Francisco-Oakland, yendo primero al este por el lado norte de Bay Street, luego yendo al sureste curvando alrededor de la base de Telegraph Hill y encontrándose en Broadway, el antiguo final de la sección realmente construida de la autopista Embarcadero.
En la renumeración de 1964, la Ruta 480 fue designada legalmente para la ruta completa de la I-480, incluida la concurrencia de la US 101. La ruta se eliminó del Sistema de Autopistas Interestatales en enero de 1968, y la I-280 fue desviada al norte de Daly City al mismo tiempo. El pequeño tramo de la antigua I-480 desde el cruce con la nueva I-280 (anteriormente SR 87) hacia el sur hasta el acceso al Puente de la Bahía se convirtió legalmente en parte de la I-280 (para permitir que la I-280 se encontrara con la I-80), ahora llamada la Autopista Southern Embarcadero. Estos cambios se realizaron en el sistema de carreteras estatales en 1968; la designación legislativa de la Ruta 480 se truncó solo ligeramente, con los 8,80 km desde la I-280 hasta la SR 1 restante, aunque degradadas a SR 480; Esta extensión de la I-280 sur (la autopista Junipero Serra) se considera el término sur del bulevar Junipero Serra.
Nunca se completó una conexión directa de la autopista I-280 a la SR 480 o la I-80, lo que dejó a la I-280 terminando en el aire en Third Street. La autopista Golden Gate tampoco se construyó para conectar con Doyle Drive y el puente Golden Gate. Esto dejó rampas en la autopista Embarcadero donde se habrían construido estas conexiones cerca de Howard Street y Broadway, respectivamente. Estos segmentos no construidos hicieron que Caltrans firmara el segmento de la autopista completada desde el acceso al puente de la Bahía/I-80 cerca de First Street hasta El Embarcadero como parte de la SR 480 en lugar de la I-280, y que Doyle Drive solo se firmara como parte de la US 101.

## Desaparición y eventual demolición
En la década de 1980, la oposición a la autopista Embarcadero resurgió con propuestas para demolerla. La propuesta se presentó a los votantes en 1986 y fue derrotada, con la oposición en particular de la influyente organizadora comunitaria de Chinatown, Rose Pak, que temía que Chinatown sufriera consecuencias catastróficas si perdía esta rápida conexión entre la ciudad.
El terremoto de Loma Prieta de 1989 dañó significativamente la estructura, lo que provocó que se cerrara al tráfico. El Departamento de Transporte de California (Caltrans) planeó conservar y modernizar la autopista. Varios grupos dentro y fuera de la ciudad apoyaron el plan de Caltrans, pero hubo una opinión importante dentro de la ciudad a favor de eliminar la autopista. El entonces alcalde Art Agnos propuso demoler la autopista a favor de un bulevar con un paso subterráneo en el Ferry Building para permitir una gran plaza.
La oposición a la demolición de la autopista aumentó de nuevo, con más de 20.000 firmas reunidas en un intento de exigir otra votación de la ciudad. Antes del terremoto, la autopista Embarcadero transportaba aproximadamente 70.000 vehículos al día en las inmediaciones del Ferry Building. Otros 40.000 vehículos al día utilizaban las rampas asociadas en las calles Main y Beale. La oposición más fuerte vino de Chinatown, liderada por Pak, junto con otros barrios al norte del centro de la ciudad. Los comerciantes de Chinatown habían sufrido una caída drástica de sus negocios en los meses inmediatamente posteriores al terremoto y temían que si no se volvía a abrir la autopista no se recuperarían.
Agnos continuó negociando con funcionarios federales y estatales para obtener fondos suficientes para que la demolición fuera práctica, argumentando que la ciudad desperdiciaría "la oportunidad de su vida" si permitía que la autopista permaneciera en pie. Después de meses de debate, la Junta de Supervisores votó a favor de la demolición por un margen estrecho de 6 a 5. La demolición comenzó el 27 de febrero de 1991. Ese año, Agnos fue derrotado en la reelección cuando Pak y Chinatown le quitaron su apoyo.
Mientras tanto, la legislatura estatal eliminó la SR 480 del Código de Calles y Carreteras del estado. La sección noroeste a lo largo de Doyle Drive fue transferida a la US 101. La única parte de la autopista Embarcadero que quedó fue el comienzo de la rampa desde el Puente de la Bahía hasta Fremont Street, incluido un pequeño trozo de rampa que anteriormente llevaba tráfico a la autopista. Esta parte se reconstruyó como parte del proyecto de modernización del Puente de la Bahía (la I-280 nunca se terminó hasta ese intercambio, y su terminal norte se reconfiguró a sus rampas de entrada y salida actuales de King Street en 1997, aunque la definición legislativa de la I-280 todavía la lleva a la I-80). En 2003, Caltrans comenzó a trabajar en un proyecto de modernización para reemplazar el acceso occidental al Puente de la Bahía. Esta modernización fue parte de un proyecto más grande, de $6 mil millones, para actualizar el antiguo Puente de la Bahía a los estándares sísmicos modernos, que incluyó el reemplazo de todo el tramo oriental. A fines de 2005, Caltrans comenzó la demolición del acceso occidental original después de que el tráfico se desviara hacia una estructura de circunvalación temporal. El acceso occidental al Puente de la Bahía se completó en 2009; el proyecto completo se completó en 2013. Como resultado de este proyecto de modernización, se reemplazaron todas las partes antiguas del acceso, eliminando los últimos rastros de la autopista Embarcadero. El Proyecto de reemplazo de Doyle Drive, completado en etapas entre 2012 y 2015, reemplazó Doyle Drive con un segmento de autopista completamente nuevo llamado Presidio Parkway, y la intersección con Marina Boulevard se convirtió en un intercambio en forma de diamante.

## Legado

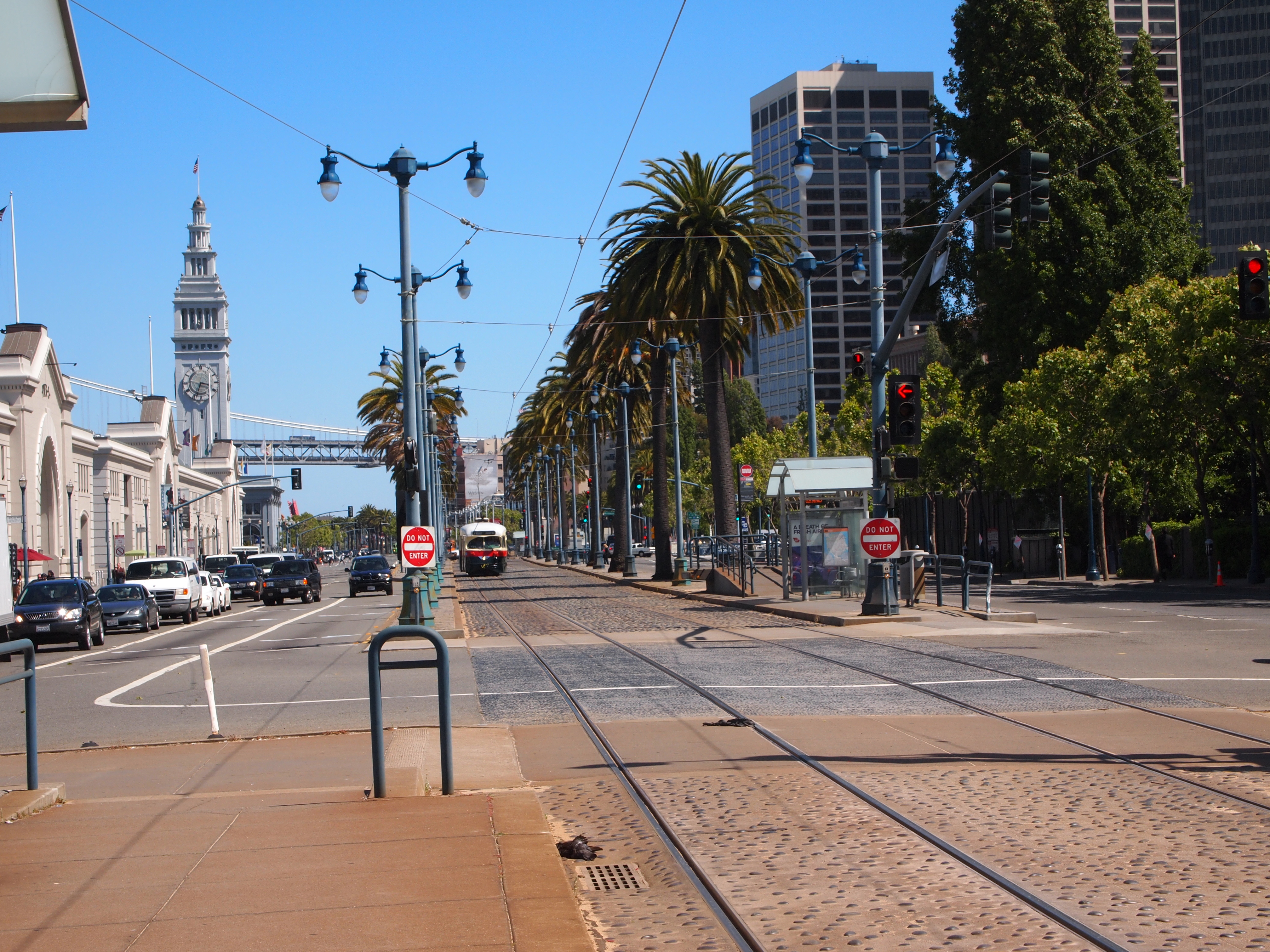
El Embarcadero en 2011.

A lo largo de la costa, la antigua autopista fue reemplazada por un amplio bulevar bordeado de palmeras con vías del Ferrocarril Municipal de San Francisco en la mediana. Las líneas de tranvía patrimoniales E Embarcadero y F Market & Wharves, y las líneas de tren ligero Muni Metro N Judah y T Third Street se extendieron para correr a lo largo del Embarcadero. Sue Bierman Park reemplazó la rampa de salida de Washington Street justo al norte del Embarcadero Center, y Ferry Plaza se construyó frente al San Francisco Ferry Building, que a su vez fue remodelado en un mercado gourmet de lujo en 2003. Otros parques nuevos incluyen Pier 14 Public Pier, Rincon Park cerca de Folsom Street, y Brannan Street Wharf. La antigua rampa de entrada en las calles Broadway y Sansome se reconstruyó en 75 unidades de vivienda para personas de bajos ingresos.
A lo largo del lado norte de Folsom Street entre Essex y Spear Streets, el antiguo derecho de paso de la autopista se transfirió a la ciudad de San Francisco y se incluyó en el Plan de Reurbanización de Transbay, que exige el desarrollo de más de 2500 nuevas viviendas, 280 000 m² de nuevo espacio comercial y de oficinas, y 9300 m² de tiendas minoristas. La demolición de la autopista y la reurbanización del Embarcadero han sido citadas por planificadores urbanos de jurisdicciones de todo el mundo que estudian proyectos de eliminación de autopistas, incluido el viaducto Alaskan Way de Seattle, (demolido en 2020), la Arteria Central de Boston, y la Gardiner Expressway de Toronto.
En una retrospectiva de 2004 del terremoto de Loma Prieta, el crítico de arquitectura del San Francisco Chronicle, John King, escribió:

[La autopista Embarcadero] separó el centro de la ciudad del agua que le dio origen y dejó al emblemático Ferry Building, un sobreviviente escultural de 1906, varado detrás de una pared oscura de escape de automóviles y ruido. La palabra opresiva no alcanza para describirlo... Dé un paseo hoy por el paseo marítimo de 2+1⁄2 millas [4,0 km] entre Fisherman's Wharf en el norte y China Basin en el sur, y le resultará difícil creer que una autopista elevada haya marcado alguna vez el aire libre.

El 16 de junio de 2006, el Puerto de San Francisco inauguró un monumento en el Muelle 14 al alcalde Agnos en honor a su visión, señalando: "Este muelle peatonal conmemora el logro del alcalde Agnos al dejar nuestra ciudad mejor y más fuerte de lo que la encontró".
La organizadora comunitaria Rose Pak, que había luchado por preservar la autopista Embarcadero, más tarde presionó para que se construyera el Metro Central para extender la línea T de la Tercera Calle del Muni Metro hasta Chinatown. En 2016, el San Francisco Chronicle le atribuyó el mérito de "persuadir casi sin ayuda a la ciudad de construir" el Metro Central para compensar a Chinatown por la pérdida de la autopista.